# Wacław Seweryn Rzewuski
Wacław Seweryn Rzewuski herbu Krzywda; nazwiska przybrane, przydomki i krypt.: Emir Tadż el faher Abd-el-Niszan; Emir Arslan; Abu Assed; Le Comte W. S. R.; Dżiecar el cheil; Hrabia W. S. R.; W... R... (ur. 15 grudnia 1784 we Lwowie, zm. 1831(?)) – syn Seweryna Rzewuskiego, hetmana polnego koronnego i Konstancji Małgorzaty Lubomirskiej, podróżnik, orientalista, pamiętnikarz, poeta, jeździec i znawca koni, kawaler maltański (w zakonie od 1811 roku), kawaler Honoru i Dewocji.

## Życiorys
Po trzecim rozbiorze Polski (w wieku 10 lat) wywieziony został przez ojca do Wiednia, kształcił się w elitarnym Theresianum (Theresianischen Militärakademie). Służył w wojsku austriackim jako inżynier miner. W roku 1805 poślubił Rozalię Aleksandrę Lubomirską. W 1809 bił się pod Aspern, jako podporucznik (dowódca szwadronu) w pułku węgierskich huzarów M. Kinmayera. Później w pułku ułanów Schwarzenberga dosłużył się stopnia rotmistrza. Poprosił o dymisję w roku 1811. W tym samym roku stracił ojca, opuścił żonę i osiadł na swych dobrach na Wołyniu: Sawraniu (gdzie założył znaną później stadninę koni arabskich), Kuźminie i Łanowcach. Kilka tygodni później (1811), w Daszowie u siostry, Marii Jarosławowej Potockiej, nawiązał bliższą znajomość z paszą Ramizem. Wkrótce potem gościł na jego dworze w Mikołajowie (nad rzeką Boh), układając projekt wspólnej podróży (wyprawy) na Wschód. W latach 1812–1813 mieszkał w Krzemieńcu, utrzymując bliskie kontakty z Tadeuszem Czackim i jego liceum.
W 1817 r. wyjechał na Wschód w misji zakupu koni arabskich dla cara Aleksandra I. W latach 1818–1820 podróżował po Bliskim Wschodzie. W Arabii poznał pustynię i jej mieszkańców. Zwiedził Syrię, Irak, Liban oraz Palestynę. W 1818 r. jako jeden z wodzów eskorty dotarł wraz z pielgrzymką do bram Mekki. Opracował m.in.: plan meczetu w Mekce (na podstawie innego źródła, bo sam do Mekki nie wjechał), mapy Persji oraz Półwyspu Arabskiego. Pozyskał zaufanie i przyjaźń przywódców szczepów beduińskich. Z wodzem rodu Roualla, Edre ibn Shalanem, zawarł przymierze krwi. Rzewuski zżył się z Beduinami – mieszkał z nimi, polował, świętował i brał udział w ich wyprawach wojennych. Kunszt wojenny i odwaga przyniosły mu uznanie i sławę. Przyjęty do 13 plemion arabskich otrzymał tytuł emira i imiona: Tadż al-Fahr („Korona sławy”), Abd al-Niszan („Sługa znaku”).
Po powrocie do kraju osiadł w rodzinnym Sawraniu na Podolu. Miał kolekcję orientalnych rękopisów, książek, strojów, broni i fajek. Wiele czasu spędzał w stroju beduińskim w siodle wśród Ukraińców, nocując w stepach pod namiotem. Stał się na tyle sławny, że powstały o nim ukraińskie pieśni, np.: „Hej, pane Hetmane Zołotaja Boroda (...) Hej pane Hetmane, hej pane Rewuckij, Prijdy nuże miłyj Lasze (...)”. Przyjaźnił się z Tomaszem Padurrą, poetą, piewcą kozaczyzny, popularyzatorem folkloru i muzyki ukraińskiej.
W latach 1825–1826 należał do Towarzystwa Patriotycznego. Zadenuncjowany w 1826, przez dwa lata był kontrolowany i przesłuchiwany. Dochodzenie umorzono z braku dowodów winy. W 1831 podczas Powstania Listopadowego Rzewuski wystawił oddział jazdy kozackiej, przeznaczając dla niego ukochane konie arabskie. Dowodząc oddziałem w przegranej bitwie pod Daszowem, zaginął w niewyjaśnionych okolicznościach dnia 14 maja 1831.

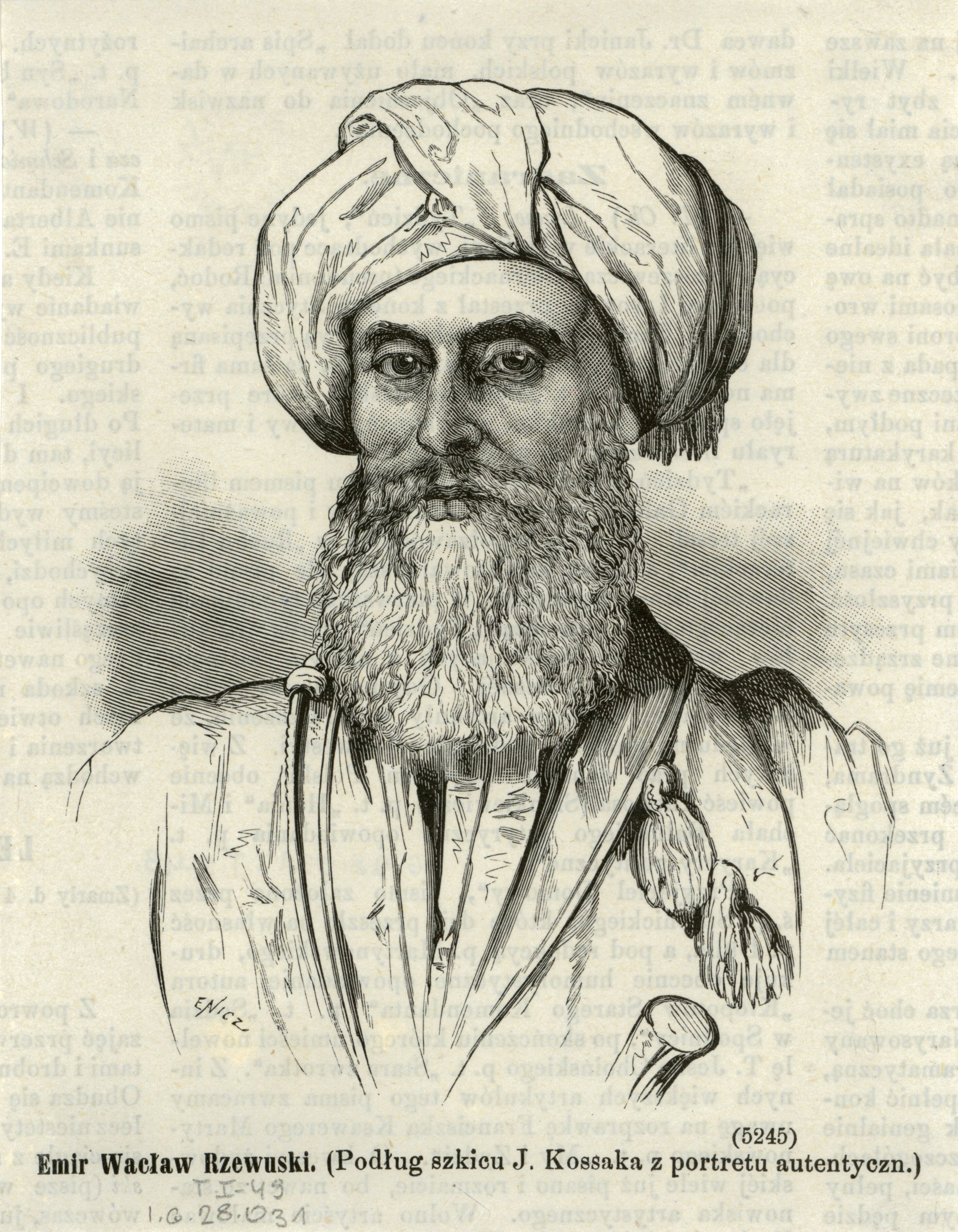
Wacław Seweryn Rzewuski

## Upamiętnienie
Rzewuskiemu poświęcili swoje utwory m.in.: Adam Mickiewicz (Farys), Juliusz Słowacki (Duma o Wacławie Rzewuskim), Wincenty Pol (Hetman Złotobrody), Tadeusz Miciński (wiersz Emir Rzewuski w tomie Nietota), Tymko Padura (Zołotaja boroda), Michał Budzyński (Wacław Rzewuski) oraz Zofia Kossak (Stado emira). Także Jerzy Grotowski umieścił Rzewuskiego w swoim, dotychczas nieznanym tomiku wierszy (napisał je mając 16 lat) pod tytułem Emir el Kadżi. Pojawił się on także na obrazach Juliusza Kossaka, Piotra Michałowskiego i Januarego Suchodolskiego.
Szkolny Punkt Konsultacyjny przy Ambasadzie RP w Abu Zabi z siedzibą w Dubaju nosi imię Wacława Seweryna Rzewuskiego.

## Twórczość
Bliskim Wschodem zainteresował go wuj, podróżnik i pisarz – Jan Potocki, który poznał go też z dwoma wybitnymi ówczesnymi orientalistami wiedeńskimi Josephem Hammerem i Juliusem Klaprothem oraz z A. K. Czartoryskim. W Wiedniu Rzewuski, dzięki syryjskiemu uczonemu (Antun Arida) nauczył się dwóch języków wschodnich: arabskiego i tureckiego. Był inicjatorem wiedeńskiego Towarzystwa Orientalistycznego. Założył i finansował pierwsze w świecie pismo orientalistyczne „Mines d’Orient. Fundgruben des Orients. Fontes Rerum Orientalium” (tj. „Kopalnie Wschodu”, w sensie: „Kopalnia wiedzy o [Bliskim] Wschodzie”), wydawane w Wiedniu w latach 1809–1820 (I-VI tomów in folio). Był członkiem Towarzystwa Naukowego w Getyndze, Akademii Nauk w Monachium i członkiem korespondentem Towarzystwa Przyjaciół Nauk w Warszawie.
Wrażenia z podróży do Arabii Rzewuski spisał po francusku w nieopublikowanym za jego życia dziele pt. Sur les chevaux orientaux et provenants des races orientales. W 1927 manuskrypt został nabyty przez Bibliotekę Narodową, gdzie przetrwał do XXI w. Zawiera on ponad 400 kolorowych rysunków, stanowiących źródło badań nad miejscową kulturą i zwyczajami, co ma ogromną wartość również dla Saudyjczyków. Są tam też nuty, które pozwalają odtworzyć muzykę beduińską sprzed 200 lat, a także spis ludności niektórych plemion. Zainteresowanie pamiętnikiem zgłosiła Arabia Saudyjska, dla której dzieło jest tym bardziej cenne, że kraj ten nie posiada wielu pamiątek piśmienniczych z tego okresu. Wydanie naukowe, z tłumaczeniem na polski i angielski oraz ilustracjami zostało przygotowane przez Bibliotekę Narodową i sfinansowane przez Katar. Premiera publikacji miała miejsce na 29. Międzynarodowych Targach książki w Dosze w 2018.
Wydał też Podróż do Palmiry (1821).

### Ważniejsze dzieła
1. Pytania do rozwiązania, Krzemieniec 1813[7] (oprac. dla Liceum Krzemienieckiego, dot. historii, geografii, astronomii i gramatyki)
2. Notice sur les chevaux arabes, „Mines de l’Orient” t. 5, Wiedeń 1816, s. 49–59; przekł. niemiecki: Wiedeń 1816
3. Sur l’introduction du sang oriental des chevaux d’Europe, „Mines de l’Orient” t. 5, Wiedeń 1816, s. 333–345; przekł. polski skrócony: Konie arabskie (z „Revue de Paris”), „Rozmaitości” (Lwów) 1832 nr 28[8]; przekł. niemiecki: Wiedeń 1816
4. Voyage à Palmire ou Tadmor dans le désert, avec une courte recherche sur le vent du désert Sancieli, avec une carte (dat.: Haleb 20 sierpnia 1819), „Mines de l’Orient” t. 6, Wiedeń 1818 (faktycznie: 1820); rękopis (brulion): Biblioteka Narodowa, sygn. 6475 II, t. 1, s. 161–181; przekł. polski fragm.: Podróż do Palmiry, czyli Tadmor w stepie, z krótką uwagą nad wiatrem pustyni zwanym samicki. Wyjątek z dzieła pt. Kopalnie wschodnie, „Gazeta Literacka” 1821 nr 49[9]; „Dziennik Wileński” 1821, t. 2, s. 416–430; przekł. niemiecki: Wiedeń 1818 (faktycznie: 1820)
5. Mémoires secrets sur les affaires d’Orient, powst. w Arabii(?); dzieło zaginione, wspomina je sam autor kilkukrotnie w tekście poz. 6
6. Sur les chevaux orientaux et provenants des races orientales t. 1-3, rękopis: Biblioteka Narodowa, sygn. Rps. 5678 IV[10][11][12] (zbiór uwag i spostrzeżeń przeplatany elementami diariusza bądź autobiografii, bądź też dłuższymi rozprawkami; układ chaotyczny; większość spostrzeżeń zaczerpnięta nie z autopsji, ale z literatury; do rękopisu dołączone mapki, rysunki, teksty nut, piosenek, korespondencji), przekł. polski fragmentów ogł. T. Rutkowski: Wiadomość o rasach koni arabskich, „Biblioteka Warszawska” 1866, t. 4, s. 440-462[13]
7. Wiadomość o lady Ester Łucja Stanhope znanej w Arabii pod imieniem Ester Malek, „Astrea” t. 5 (1825), s. 23 i następne; fragmenty pt. Pobyt u lady Stanhope w Arabii – przedr.: „Rozmaitości” (Lwów) 1825 nr 18[14]; przedr. całości „Dziennik Warszawski” 1852 nr 286-287; z rękopisu ogł. „Przyjaciel Domowy” 1857 nr 43[15] (przeróbka fragmentów poz. 6)
8. Melodie arabskie: Pustynia Nedżu; Hymn ranny Beduinów Wehabitów; Wojna Wehabitów; Nedżi-Köchejlany, ogł. M. Mann: Podróż na Wschód t. 3, Kraków 1855, s. 177–1785, 195-201, 203-208, 225-232[16]; poszczególne wiersze przedr.: „Czas” 1855 nr 96[17]; J. S. Bystroń jak wyżej poz. 6; W. Pruski jak wyżej poz. 6; drobne fragmenty ogł. L. Siemieński jak wyżej poz. 6, s. 118–119 (dedykowane A. Osińskiemu)
9. Melodia arabska: do Mlichi, ogł. L. Siemieński jak wyżej poz. 6, s. 120–121
10. Melodie greckie: Starzec na mogile Achillesa; Dziewica Lezbu; Niewolnik Olimpu; Bobolina do dziewic Grecji; Odysseusz do Greków; Śpiew grecki, 3 wiersze ogł. „Czas. Dodatek miesięczny” 1856, t. 3, s. 401-407[18]; fragm. L. Siemieński jak wyżej poz. 6, s. 122–123 (dedykowane Teofilii z Okryńskich Gomolińskiej)
11. Refleksje nad ruinami Palmiry. Poemat, fragm. przytacza J. S. Bystroń jak wyżej poz. 6, s. 102–103
12. Oxyna. Poemat w 2 pieśniach, streszcz. podaje L. Siemieński jak wyżej poz. 6, s. 125
13. Treny na grobie Maryny. (5 wierszy), fragmenty ogł. L. Siemieński jak wyżej poz. 6, s. 124
14. Pierwsza część historii Skanderbega (Aleksandra I), rękopis: Ossolineum sygn. 545/III, k. 31-34.

### Przekłady
1. Przekłady tekstów arabskich, perskich i tureckich na język francuski i niemiecki; zobacz Prace edytorskie poz. 1
2. A. Malczewski: Maria, przekł. na język francuski (inform. „Kurier Polski” 1829 nr 25[19]).

### Prace edytorskie
1. „Mines de l’Orient exploitées par une société d’amateurs”, Sous les auspices de..., tyt. niemiecki: Fundgruben des Orients..., tyt. arabski, t. 1-6, Wiedeń 1809-1818 (faktycznie 1820); teksty ogłoszono w językach: francuskim, niemieckim, łacińskim i arabskim; t. 1 wyszedł 1 stycznia 1809.

### Listy i materiały
1. Do Warszawskiego Towarzystwa Przyjaciół Nauk 2 listy z 29 października 1812 (przesyłając „Mines de l’Orient”) i 8 kwietnia 1815 z Opola (z podziękowaniem za przyjęcie do Towarzystwa); do A. Chodkiewicza z roku 1815; ogł. A. Kraushar w: Towarzystwo Warszawskie Przyjaciół Nauk, t. 3 i 8, Kraków 1902, 1906
2. Lettre à MM. les collaborateurs des „Mines de l’Orient”, Warszawa 1817 (dat. z Opola 23 stycznia 1817)
3. Korespondencja z E.L. Stanhope (częściowo fikcyjna); brulion listu do J. Hammera z roku 1819(?); do bliżej nieznanej hrabiny; ogł. L. Siemieński w: W. Rzewuski i przygody jego w Arabii, „Przegląd Polski” 1870/1871 i osobno Kraków 1870[20], przedr. w: Lettre à MM. les collaborateurs des „Mines de l’Orient, Poznań 1875; fragmenty przedr.: L. Kapliński w: Emir Rzewuski, Poznań 1881; J. S. Bystroń w: Polacy w Ziemi Świętej, Syrii i Egipcie (1147-1914), Kraków 1930, s. 106–107; S. Podhorska-Okołów: Bohater wielkiej przygody, Warszawa 1960
4. Korespondencja ws. zakupów koni przez Aleksandra I i królową wirtemberską, m.in.: do G. A. Stroganowa z 27 lutego 1820; od Katarzyny, królowej wirtemberskiej, 3 listy z lat 1817–1818; od Wilhelma, króla wirtemberskiego, 2 listy z lat 1819 i 1825; od w. księcia Konstantego z roku 1822; rękopis: Biblioteka Narodowa, sygn. 5760 III, fragm. w rękopisie 6475 II; list od królowej wirtemberskiej z 12 grudnia 1817 ogł. w przekładzie polskim: L. Siemieński jak wyżej poz. 3; L. Kapliński jak wyżej poz. 3; S. Podhorska-Okołów jak wyżej poz. 3
5. Do Aleksandra I z maja 1822, ogł. A. J. Rolle w: Emir Rzewuski, „Przegląd Polski” t. 60 (1882/1883), t. 2, przedr. w: Opowiadania historyczne seria IV, t. 1, Warszawa 1884; Wybór pism t. 3, Kraków (1966), przekł. francuski w: R. Rzewuska: Mémoires... (1788-1865) t. 3, Rzym (1950), s. 500
6. Do K. Rozwadowskiego 3 listy z roku 1822, rękopis: Ossolineum, sygn. 7936/III
7. Do warszawskiego Towarzystwa Przyjaciół Nauk z Kuźmina 3 stycznia b.r. (list dedykacyjny przy ofiarowaniu autografu Zofiówki S. Trembeckiego), ogł. T. Baranowski, „Prace Komisji do Badań nad Historią Literatury i Oświaty” t. 1 (Warszawa 1914), s. 190–191; autograf: Biblioteka Uniwersytetu Warszawskiego, sygn. 215
8. Do nieznanego adresata (fragmenty) i różne notatki, rękopis: Ossolineum, sygn. 12041/III
9. Do nieznanego adresata (brak daty) i notatki historyczne, rękopisy: Biblioteka Uniwersytetu we Lwowie, sygn. 1033-1034 II
10. Do E. Sanguszki, rękopis: Wojewódzkie Archiwum Państwowe w Krakowie; inform. J. Reychman („Przegląd Orientalny” 1965 nr 3, s. 234)
11. Od P. Ruffina z roku 1809, ogł. H. Dehérain: Ruffin diplomate français et les orientalistes autrichiens, „Prace Komisji do Badań nad Historią Literatury i Oświaty” 1925, s. 202 i następne
12. Od J. Sękowskiego z 3/15 września 1820 i od I. Sobolewskiego z 14 czerwca 1820; rękopis: Biblioteka Narodowa, sygn. 2675/4; ogł.: L. Siemieński jak wyżej poz. 3; L. Kapliński jak wyżej poz. 3
13. Circé. Cantate de J. B. Rousseau mise en musique, dedykowana matce w roku 1803[21]; rękopis: Biblioteka Kórnicka, sygn. 1147
14. Kopia oświadczenia W. Rzewuskiego dot. jego udziału w bitwie p. Aspern, potwierdzona przez Wiktora de Rohan 1809, rękopis: Biblioteka PAN Kraków, sygn. 2021
15. Manuscrits orientaux qui se trouvent à vendre chez Kuppitsch à Vienne. Collection Rzewuski, Wiedeń 1831.